# Phil Guerrero
Pour les articles homonymes, voir Guerrero (homonymie).
Phil Guerrero est un acteur et un animateur de télévision canadien.

## Biographie
Phil Guerrero s'est fait connaître du public jeunesse nord-américain pendant une douzaine d'années à partir des années 1990 en tant qu'un des animateurs principaux de la chaîne pour jeunes YTV. 
Dans une entrevue publiée sur Youtube en 2021 concernant cette notoriété historique, il affirme que « si vous n'aviez pas de frères ou de sœurs, j'étais votre grand frère».

## Filmographie
- 1992 : Borderline High (TV) : Eduardo
- 1995 : Who Rules? (série télévisée)
- 1996 : The Anti Gravity Room (série télévisée) : Host
- 1998 : Gamerz (série télévisée)
- 1999 : Warp (série télévisée) : Host
- 2000 : Out of Sync (TV) : Hyperactive Manager
- 2000 : Pelswick ("Pelswick") (série télévisée) : Ace Nakamura (voix)
- 2000 : Un homme à femmes (The Ladies Man) de Reginald Hudlin : Young Lover